# Klinkier
Klinkier – tworzywa ceramiczne o czerepie spieczonym, ale bez zeszkliwienia powierzchni. Są otrzymywane przez wypalanie glin wapienno-żelazistych, wapienno-magnezjowych lub żelazistych w temperaturze około od 1000 do 1300 °C. Właściwości klinkieru zależą w dużej mierze od tlenku wapniowego w glinie. Klinkier wykorzystywany jest przy produkcji cegły, bruku, płytek, dachówek. W zależności od użytych do produkcji surowców, wyroby klinkierowe posiadają zróżnicowane współczynniki f1 i f2 określające zawartość naturalnych izotopów promieniotwórczych. Wszystkie wyroby klinkierowe są mrozoodporne i mają niską nasiąkliwość wynoszącą do 6%.

## Wybrane wyroby klinkierowe
- cegła budowlana klinkierowa – o wymiarach takich samych jak cegła zwykła pełna (najpopularniejsze formaty: DF, WDF, RF, SRF, NF), produkowana jako pełna lub z otworami (najczęściej prostopadłymi do podstawy). Na rynku spotyka się obecnie wyroby także o innych wymiarach. Odznaczają się wyjątkową twardością. Mają mniejszą nasiąkliwość niż cegły licowe (bo do 6%), a także większą wytrzymałość na ściskanie dochodzącą do ponad 35 MPa. Cegła klinkierowa jest odporna na mróz (powyżej 100 cyklów), oprócz tego jest niepalna i nie zmienia koloru pod wpływem słońca[1],
- cegły kominowe – przeznaczone do budowy wolno stojących przemysłowych kominów. Cegły te mają kształt wycinka pierścienia kołowego,
- cegły kanalizacyjne – używane do budowy sieci kanalizacyjnej wymagającej szczelności,
- klinkierowe cegły drogowe – do budowy nawierzchni drogowych, parkingów, placów fabrycznych i magazynowych oraz na wykładziny kanałów ściekowych,
- kształtki i płytki podokienne – do licowania ścian i płytki posadzkowe.